# دی‌کیواس
دی‌کیواس (انگلیسی: DQS) شرکت خدمات آموزشی آلمانی است، که در سال ۱۹۸۵ تأسیس شد.